# يوتا كونز
يوتا كونز (بالألمانية: Jutta Kunz)‏ هي فيزيائية ألمانية، ولدت في 1 يوليو 1955 في غيسن في ألمانيا.